# Rackatjärnen
Rackatjärnen är en sjö i Ludvika kommun i Dalarna och ingår i Göta älvs huvudavrinningsområde. Sjön har en area på 0,0704 kvadratkilometer och ligger 376,3 meter över havet.

## Delavrinningsområde
Rackatjärnen ingår i det delavrinningsområde (667308-141175) som SMHI kallar för Utloppet av Kanaldammen. Medelhöjden är 393 meter över havet och ytan är 40,05 kvadratkilometer. Det finns ett avrinningsområde uppströms, och räknas det in blir den ackumulerade arean 51,57 kvadratkilometer. Röälven som avvattnar avrinningsområdet har biflödesordning 3, vilket innebär att vattnet flödar genom totalt 3 vattendrag innan det når havet efter 410 kilometer. Avrinningsområdet består mestadels av skog (77 procent). Avrinningsområdet har 0,55 kvadratkilometer vattenytor vilket ger det en sjöprocent på 1,4 procent.